# Láng István (orvos)
Láng István (Diósgyőr-Perecesbányatelep, 1908. december 27. – Budapest, 1987. december 31.) orvos, belgyógyász, orvosi szakíró.

## Életútja
Miskolcon érettségizett (1926), orvosdoktori diplomát Budapesten (1932), belgyógyász-szakorvosi képesítést a Korányi Klinikán (1934) szerzett. Egyetemi adjunktus Kolozsvárt (1943) Haynal Imre mellett, majd a kolozsvári-marosvásárhelyi Belgyógyászati és Diagnosztikai Klinika, valamint az ehhez tartozó Tüdő- és Fertőző Osztály igazgatója. A Kemény Zsigmond Társaság (KZST) előadója és tagja (1947). Budapestre 1948-ban visszatérve a Korányi Kórház, 1954-től az Országos Testnevelési és Sportegészségügyi Intézet osztályvezető főorvosa nyugdíjazásáig (1978).

## Szakírói munkássága
Szakközleményeit az Erdélyi Múzeum-Egyesület (EME) orvostudományi szakosztályának Értesítője (1943-1948), az Orvosi Hetilap, Gyógyászat, Gyógyászati Közlemények, Gyógyszereink c. budapesti folyóiratok, valamint a Frankfurter Zeitung für Pathologie és a Schweizer Medizinische Wochenschrift közölte, elsősorban a szív- és anyagcserebetegségek, az endokrinológia és az immunoterápia témaköréből. Társszerzőként fejezeteket írt az idősb Issekutz Béla szerkesztésében megjelent Gyógyszertan és gyógyítás (II. Budapest, 1956) c. munkába, szerepelt írásával Az emberi test IV. átdolgozott kiadásában (Budapest, 1968).